# تفشي الكوليرا في جنوب أفريقيا 2022-2024
تفشي الكوليرا في جنوب أفريقيا في الفترة 2022-2024 (بالإنجليزية: 2022–2024 Southern Africa cholera outbreak)هو تفشي انتشر في جميع أنحاء جنوب أفريقيا. بدأ التفشي في ماشينغا في مالاوي في شهر مارس 2022. يرتبط تفشي وباء الكوليرا في ملاوي بالحالات في جنوب أفريقيا، وتنتمي السلالات إلى وباء الكوليرا السابع. وبدلاً من أن تكون هذه الحالات عودة إلى سلالة كانت منتشرة في السابق في أفريقيا، فمن المرجح أن تكون ناجمة عن إدخال عامل جديد للكوليرا من جنوب آسيا إلى أفريقيا. وصفته نيويورك تايمز بأنه أخطر تفشي للكوليرا منذ عقد من الزمان يضرب جنوب أفريقيا.

## الاسباب
تنتشر الكوليرا أساسا عن طريق الطعام أو الماء الملوث، وقد تتسبب في إسهال حاد. ويعاني معظم المصابين أعراضا بسيطة، لكنها إذا تركت من دون علاج قد تؤدي إلى الوفاة في غضون ساعات.

## التسلسل الزمني
في مارس 2022، سجلت ملاوي أولى حالات الكوليرا. وفي يناير 2024، أفادت التقارير أن حوالي 300 شخص لقوا حتفهم في أعقاب تفشي وباء الكوليرا في زامبيا.

## ردود الفعل
- منظمة الصحة العالمية: إن التفشي الحالي في ملاوي هو الأكثر فتكا حتى الآن، وأسوأ مما حدث في موسم عامي 1998 و1999 عندما حصد المرض أرواح 860 شخصا، وموسم عامي 2001 و2002 الذي شهد وفاة 968 شخصا.[8]

## الدول المتضررة
بسبب تفشي الكوليرا تضررت عدد م الدل الافريقية:  
- جمهورية الكونغو الديمقراطية
- ملاوي [12]
- موزمبيق
- جنوب أفريقيا
- تنزانيا
- زامبيا
- زيمبابوي [13]